# Effetto lusitropo
L'effetto lusitropo è legato al rilasciamento miocardico. Lo stato lusitropo del cuore, che ne descrive la capacità di riempirsi per ogni dato livello di pressione diastolica, è influenzato dalle proprietà viscoelastiche della parete cardiaca, ma anche dall'interazione tra le proteine contrattili. L'aumentato assorbimento del calcio nel citosol dei miocardiociti porta a un aumento della contrattilità cardiaca (effetto inotropo positivo), ma il rilassamento del miocardio diminuisce. Questo effetto non deve essere confuso con il riassorbimento del calcio nel reticolo sarcoplasmatico indotto dalle catecolamine, che in realtà aumenta la lusitropia.

## Effetto positivo
L'aumento dei livelli di catecolamine favorisce l'effetto lusitropo positivo, consentendo al cuore di rilassarsi più rapidamente. Questo effetto è mediato dalla fosforilazione di fosfolambano e troponina I mediante un via cAMP-dipendente.
L'aumento dell'afflusso di calcio catecolamine-indotto incrementa l'effetto inotropo e quello lusitropo. In altre parole, una riduzione più rapida dei livelli di calcio citosolico (perché il calcio entra nel reticolo sarcoplasmatico) provoca un aumento della frequenza di rilasciamento, ma ciò consente anche un maggior grado di uscita di calcio, di nuovo nel citosol, quando sta per arrivare il successivo potenziale d'azione, aumentando così anche l'inotropismo.
Non si deve confondere questo meccanismo con l'assorbimento del calcio dal liquido extracellulare: il maggiore assorbimento di calcio dal fluido extracellulare nel citoplasma diminuisce la lusitropia in assenza di stimolazione catecolaminergica, ma aumenta l'assorbimento di calcio nel reticolo sarcoplasmatico.

## Effetto negativo
Il rilasciamento del muscolo cardiaco è negativamente influenzato dai seguenti fattori:
1) sovraccarico di calcio - troppo calcio intracellulare;
2) ridotta rimozione del calcio dai miociti mediante pompe. Se il calcio non viene rimosso abbastanza rapidamente dalle cellule:
- il trasportatore primario “calcio ATPasi dipendente” trasporta il calcio fuori dalla membrana plasmatica dei miocardiociti. Il trasporto è effettuato in modo attivo ad ogni battito.
- la pompa sodio-calcio (trasportatore secondario attivo) pompa il calcio fuori dalle cellule e ioni sodio dentro le cellule. Quindi è uno scambiatore calcio/sodio.

3) Ridotta attività della Sarco-Endoplasmic Reticulum Calcium ATPase ( SERCA )  (trasportatore attivo primario) pompa il calcio dal citoplasma dei miociti nel reticolo sarco-endoplasmatico.
Eventuali perdite nei trasportatori dovrebbero avere un effetto lusitropo negativo.
Al contrario, l'aumento di questi trasportatori avrebbe un effetto inotropo positivo.